# Kenneth Carpenter (paléontologue)
Pour les articles homonymes, voir Kenneth Carpenter et Carpenter.
Kenneth Carpenter (29 septembre 1949-) est un paléontologue du Denver Museum of Natural History et auteur ou coauteur de nombreux livres sur les dinosaures et la vie au Mésozoïque. Ses principales recherches concernent les dinosaures cuirassés (Ankylosauria et Stegosauria), ainsi que les dinosaures du Crétacé inférieur de la formation de Cedar Mountain (Utah, États-Unis). Il s'est aussi intéressé aux plésiosauriens de la famille des Elasmosauridae d'Amérique du Nord.

## Publications
- (en) Kenneth Carpenter, (1999) « Eggs, Nests, and Baby Dinosaurs: A Look at Dinosaur Reproduction (Life of the Past) », Indiana University Press  (ISBN 0-253-33497-7)
- (en) The Dinosaurs of Marsh and Cope.
- (en) Kenneth Carpenter (éditeur), Philip J. Currie (éditeur) (1992) « Dinosaur Systematics: Approaches and Perspectives » Cambridge University Press, Paperback  (ISBN 0-521-43810-1) ; Hardcover (1990)  (ISBN 0-521-36672-0)
- (en) Kenneth Carpenter (éditeur), Karl F. Hirsch (éditeur), John R. Horner (éditeur),  (1994) « Dinosaur Eggs and Babies », Cambridge University Press  (ISBN 0-521-44342-3) ; Paperback  (ISBN 0-521-56723-8) [lire en ligne]
- (en) « The Upper Jurassic Morrison Formation - an Interdisciplinary Study » - Résultats d'un Symposium tenu au Denver Museum of Natural History, May 26-28, 1994, Modern Geology,  (ISBN 90-5699-183-3) Volumes 22 et 23.
- (en) J. D. Lees, Marc Cerasini, Kenneth Carpenter, Alfonsi (1998) « The Official Godzilla Compendium ». Random House (Merchandising)  (ISBN 0-679-88822-5)